# Fogón (locomotora de vapor)

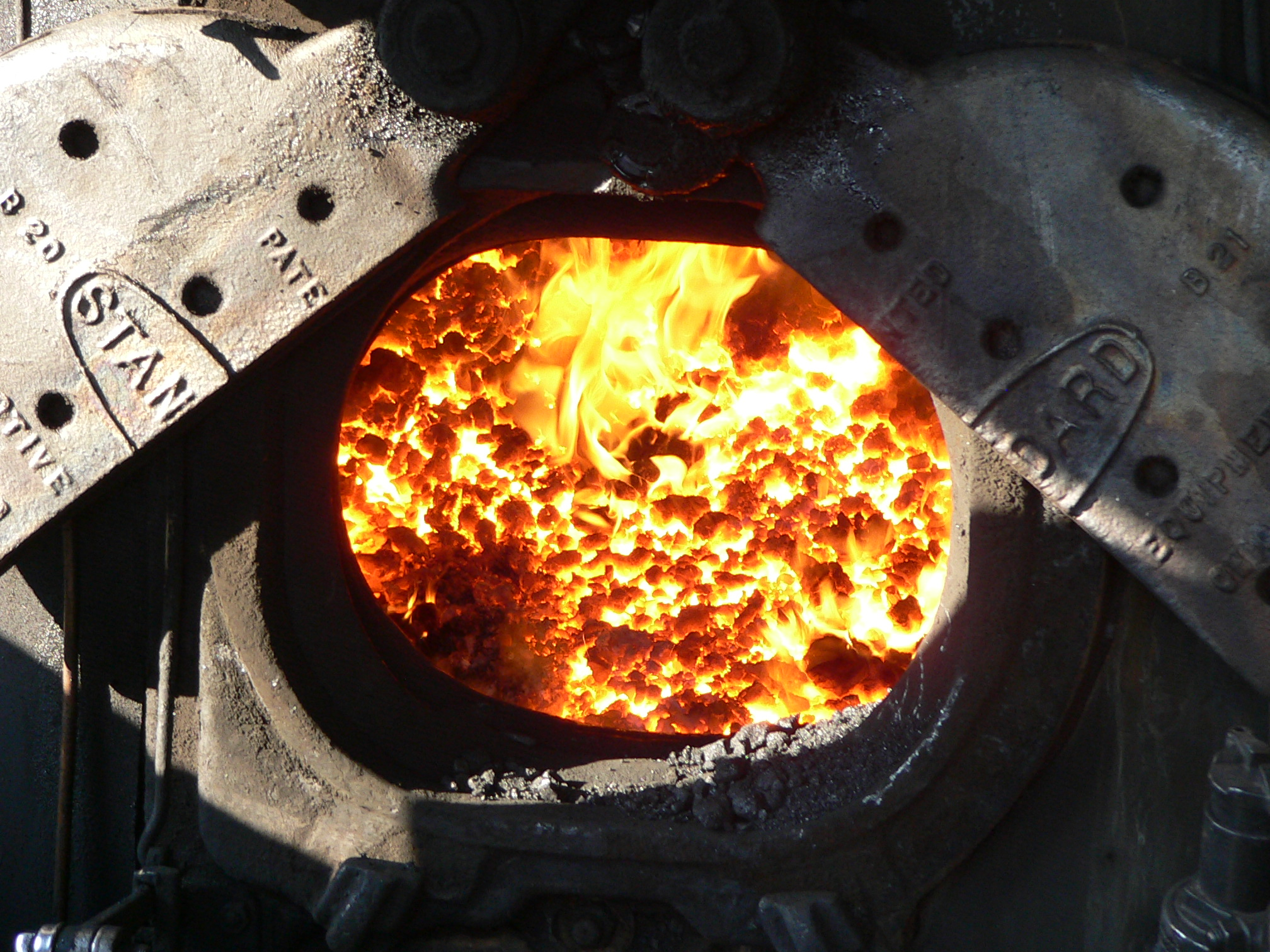
Fogón de una locomotora de vapor con la puerta abierta. La temperatura máxima en el interior de la cámara de combustión es de aproximadamente 1370 °C

En una máquina de vapor, el fogón (también denominado cámara de combustión o caja de fuego) es el área donde se quema el combustible, produciendo calor para hacer hervir el agua en la caldera. Los gases calientes generados se extraen a través de un conjunto de tubos que atraviesan la caldera (también denominados tubos de fuego) hasta alcanzar la caja de humos, desde donde se expulsan a la atmósfera a través de la chimenea.

## Fogón de una locomotora de vapor con tubos de aire caliente

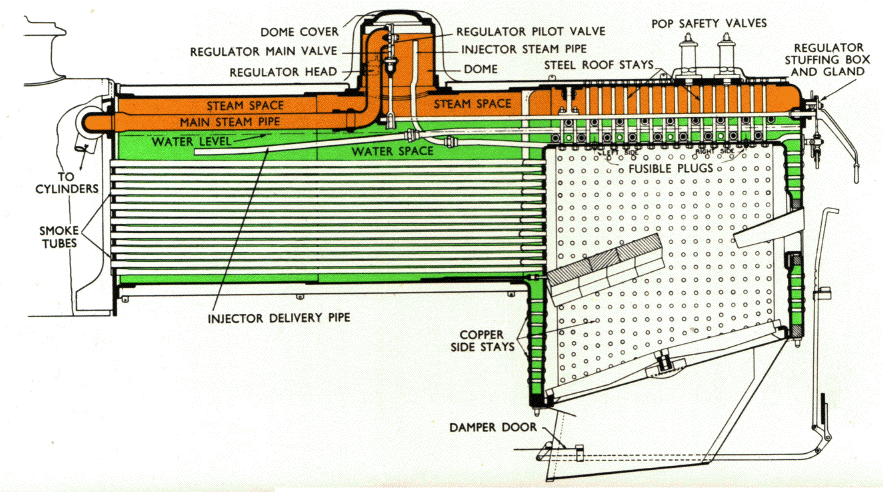
Diagrama de la sección a través de la caldera de una primitiva locomotora de vapor, con el fogón a la derecha. Esta caldera no está equipada con un sobrecalentador

En la caldera estándar de una locomotora de vapor del tipo de tubos de aire caliente (también denominados tubos de fuego), el fogón está rodeado por un espacio rodeado por agua en cinco de sus lados. El fondo de la cámara de combustión está abierto a la presión atmosférica, pero está cubierto por una rejilla (combustibles sólidos) o por una plancha metálica (combustibles líquidos). Si el motor quema combustible sólido, como madera o carbón, se dispone una rejilla que cubre la mayor parte del fondo de la cámara de combustión para contener el fuego. Un cenicero, montado debajo del fogón y por debajo de la rejilla horizontal, atrapa y recoge las brasas calientes, cenizas y otros desechos de la combustión de sólidos a medida que caen a través de la rejilla. En una locomotora de carbón, la rejilla puede sacudirse para limpiar las cenizas muertas del fondo del fuego. Se agitan manualmente o mediante un agitador de rejilla eléctrico en locomotoras más grandes. Las máquinas que queman leña tienen rejillas fijas que no se pueden sacudir. La ceniza de la madera es generalmente polvo, que cae a través de las rejillas sin necesidad de más agitación que las vibraciones generadas por la locomotora rodando por la vía. Las rejillas del fogón deben reemplazarse periódicamente debido al calor extremo que deben soportar. El aire de combustión pasa a través del fondo de la cámara de combustión y el flujo de aire generalmente se controla mediante una compuerta situada sobre el cenicero. Una locomotora que quema combustible líquido, generalmente fuel-oil "Bunker C" o petróleo pesado similar, no tiene rejillas. En cambio, tienen un recipiente plano con una placa de metal pesado, atornillada firmemente contra el fondo del fogón. Este recipiente, al igual que las pareces de la cámara de combustión del fogón, está recubierta con ladrillos refractarios, generalmente hasta el nivel de la puerta de la cámara de combustión. El quemador de aceite es una boquilla que contiene una ranura para que el aceite fluya hacia un chorro de vapor que atomiza el aceite en una fina niebla, que se incendia al entrar en contacto con las llamas en la cámara de combustión. La boquilla del quemador de aceite generalmente está montada en la parte delantera de la cámara de combustión, protegida por una campana de ladrillos refractarios y dirigida a la pared de ladrillo situada por debajo de la puerta del fogón. Unas compuertas controlan el flujo de aire al aceite en llamas. 

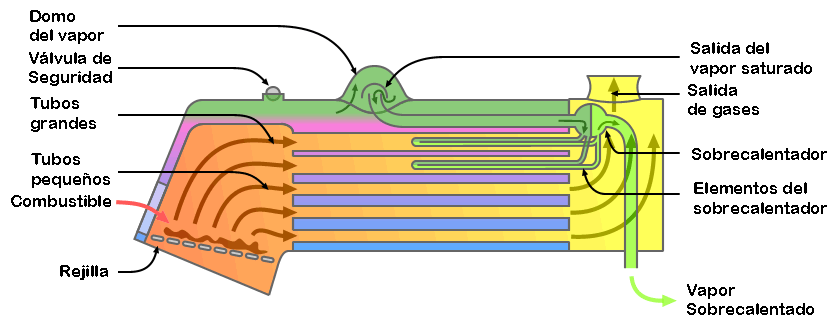
Esquema de una caldera y del fogón de un modelo avanzado de locomotora de vapor, con la caja de fuego a la izquierda, e indicativamente, dos elementos de sobrecalentamiento a la derecha. Estos elementos reciben vapor saturado (húmedo) de la caldera, agregan más calor al vapor en los elementos del sobrecalentador (de ahí el término "sobre" calentado) que seca el vapor y luego descarga el vapor sobrecalentado (seco) al motor. Los colores azul y rojo representan agua más fría y más caliente respectivamente. Los colores verde oscuro y verde claro representan vapor húmedo y seco, respectivamente. Los colores naranja y amarillo representan gases de escape calientes y más fríos, respectivamente. En el diagrama, tres tubos de aire caliente de color naranja/amarillo de pequeño diámetro se muestran en la parte inferior, con dos tubos de fuego de color naranja/amarillo de mayor diámetro en la parte superior, que contienen los elementos del sobrecalentador

### Arco de ladrillo

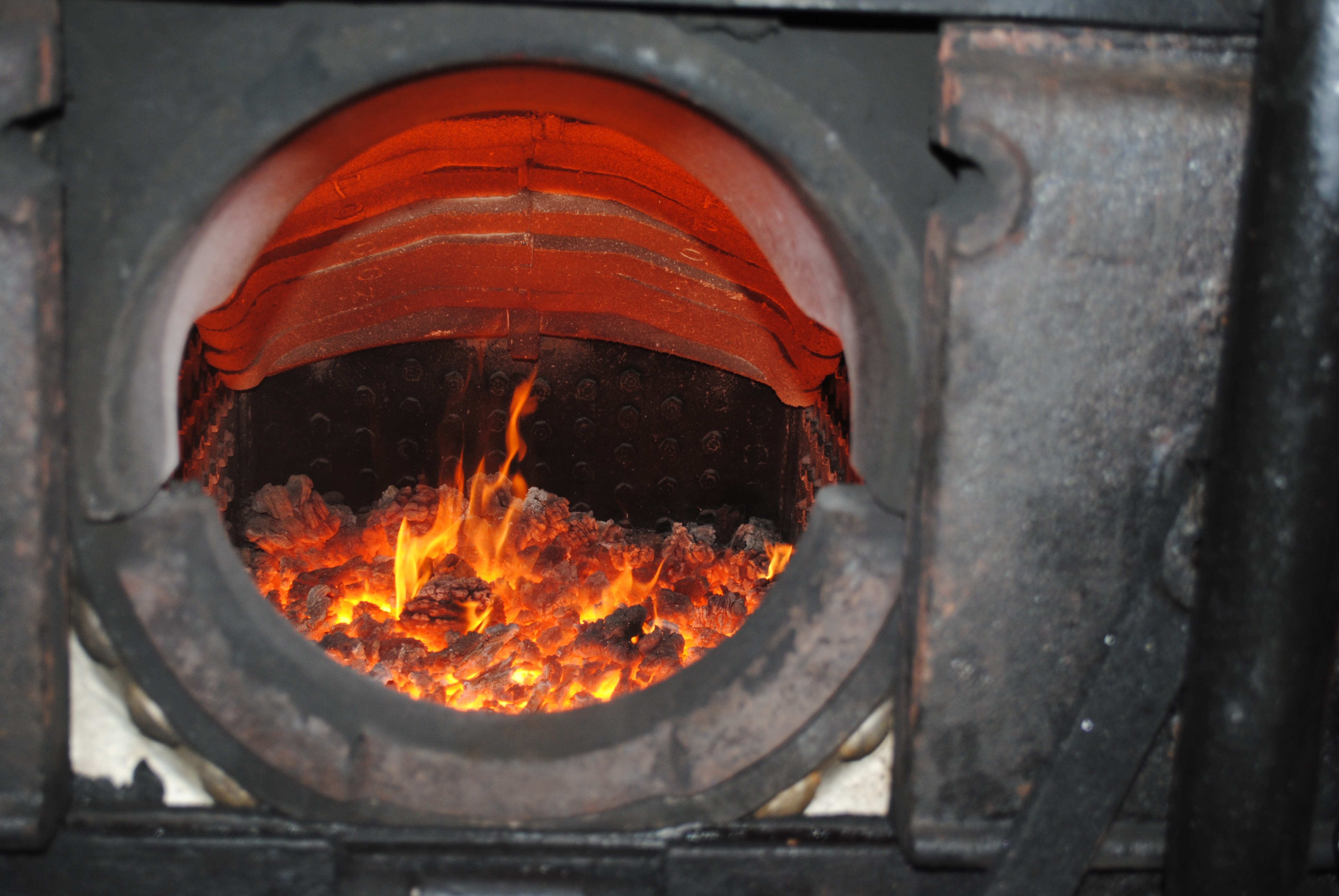
Fogón de una locomotora de vapor GWR Clase 6959, que muestra la parte inferior del arco de ladrillo construido con ladrillos refractarios de forma especial

Un gran arco de ladrillo (formado con ladrillos refractarios) está unido a la pared frontal del fogón, inmediatamente por debajo de los tubos de aire caliente. Este recestimiento se extiende hacia atrás sobre el tercio delantero, hasta alcanzar la mitad de la cámara de combustión. Es compatible con la disposición de tubos de arco, sifones térmicos o circuladores. El arco de ladrillo dirige el calor, las llamas y el humo generados por el fuego hacia la parte trasera de la cámara de combustión. El humo visible contiene partículas de carbón combustible no quemado y gases combustibles. El propósito de esta redirección es causar una combustión más completa de estas partículas y gases, lo que hace que la locomotora sea más eficiente y que se emita menos humo visible. Sin el arco, las llamas y el humo visible serían succionados directamente hacia los tubos de aire cliente sin haberse quemado por completo, lo que provocaría la emisión de humo visible. La invención del arco de ladrillo permitió a las locomotoras quemar carbón más barato (que contiene volátiles) en lugar de coque, ya que desde el principio fue un requisito legal que los motores "consumieran su propio humo". El arco de ladrillo y sus soportes (tubos de arco, sifones térmicos y circuladores) requieren un reemplazo periódico debido al calor extremo que soportan. 
Los tubos de aire caliente están unidos a una pared de la cámara de combustión (la pared frontal para una caldera longitudinal, la superior para una caldera vertical) y transportan los productos gaseosos calientes de la combustión a través del agua de la caldera, calentándola, antes de que escapen a la atmósfera. Estos tubos tienen el propósito adicional de mantener las planchas planas que los sujetan (conductos de humo frontal y posterior) de modo que solo la parte superior de la lámina frontal y la parte inferior de la lámina posterior se deben sujetar por separado. 

### Paramentos y soportes

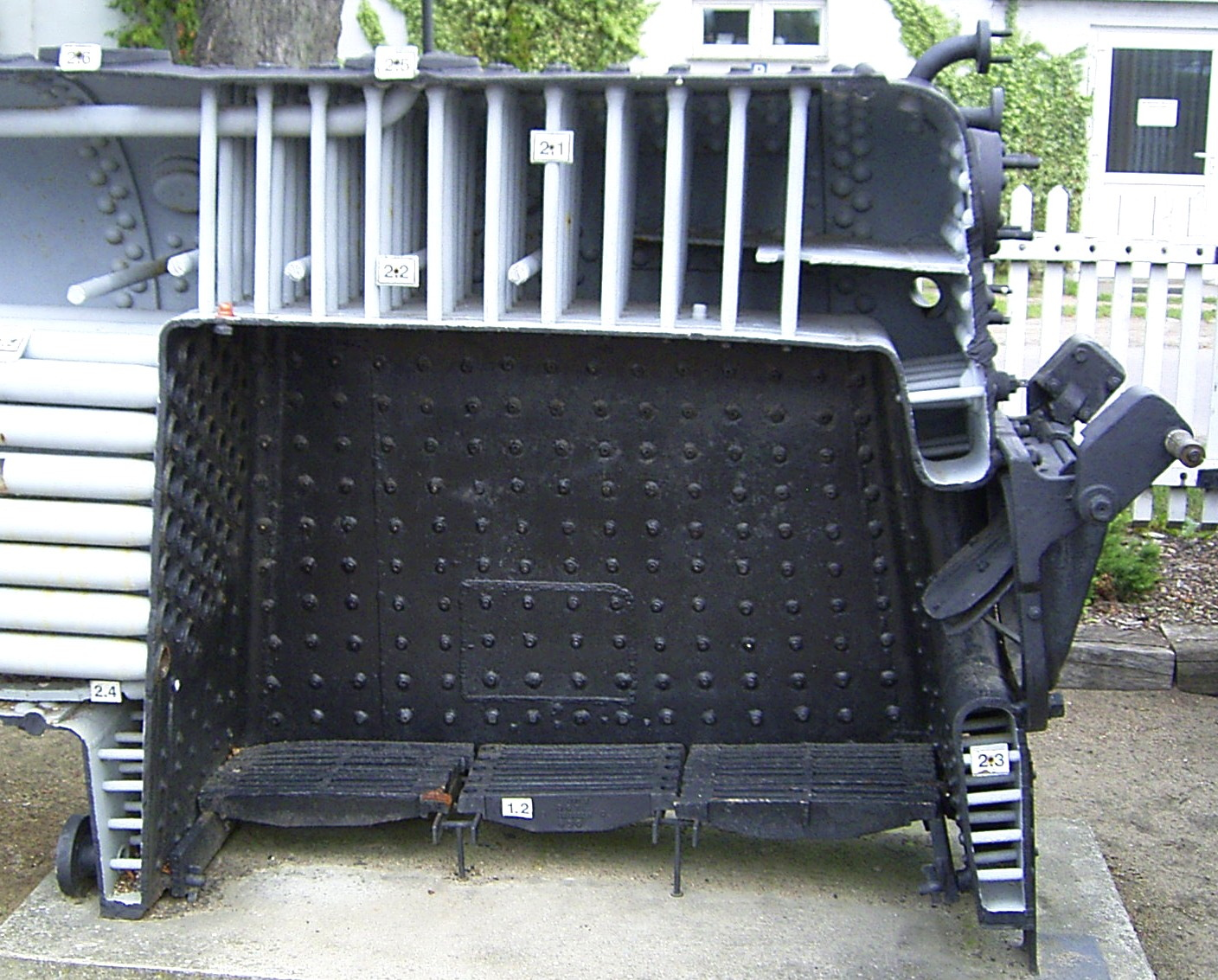
Corte de la cámara de combustión y de la caldera de una locomotora con soportes radiales

Las paredes de metal de la cámara de combustión normalmente se denominan paramentos o planchas, y su posición relativa es asegurada por una serie de soportes. Estos soportes sostienen y refuerzan los paramentos de la cámara de combustión contra la presión generada por el agua y el vapor que la rodean. Idealmente, deberían ubicarse en ángulo recto con respecto a los paramentos, pero como el revestimiento exterior (paramento de envoltura) a menudo está redondeado y la parte superior de la cámara de combustión (en forma de corona) es relativamente plana en comparación, tal relación entre ambos paramentos es imposible. La ubicación real de los soportes es una solución de compromiso. Dado que la rotura de uno de estos soportes no se puede observar directamente, las chapas suelen disponer de agujeros longitudinales perforados en ellas que soltarán agua y vapor en el caso de haberse roto algún soporte. Una caldera con más de cinco soportes rotos, o con dos uno al lado del otro, debe retirarse del servicio y reemplazarse. Los obturadores fusibles, generalmente ubicados en la parte más alta de la plancha que forma la corona, tienen un núcleo de aleación de metal blando que se derrite si el nivel de agua en la caldera es demasiado bajo. El vapor y el agua que sueltan en la cámara de combustión alertan a la tripulación de la locomotora sobre el bajo nivel del agua y contribuyen a reducir el nivel de las llamas. No todas las locomotoras están equipadas con obturadores fusibles. Además, estos elementos de seguridad deben reemplazarse a intervalos regulares, aproximadamente cada tres meses en las locomotoras en servicio regular, porque el núcleo de aleación de metal blando se derretirá lentamente con el tiempo, incluso si el agua de la caldera se mantiene siempre a los niveles adecuados. Los "pozos de lodo", o tapones de lavado, permiten el acceso al interior de la caldera para lavar y raspar el barro y las incrustaciones acumulados en la caldera. 
Las planchas a la izquierda y a la derecha se llaman "planchas laterales", mientras que la situada en la parte delantera de la cámara de combustión es la plancha de humos. La "plancha de humos frontal" se encuentra en la parte delantera de la caldera, coincidiendo con la parte posterior de la caja de humos. La "hoja posterior" se encuentra en la parte posterior de la cámara de combustión, e incluye un orificio coincidente con la apertura de la puerta del fogón. La plancha de corona es la parte superior del fogón. Debe estar cubierta por agua en todo momento. Si el nivel del agua cae por debajo de la plancha de la corona, se sobrecalentará y comenzará a fundirse y deformarse, hundiéndose entre los soportes. Si esta situación se mantiene, la plancha de la corona finalmente será arrancada por efecto de la sobrepresión, lo que provocará la explosión de la caldera. Esta situación, generalmente causada por un error humano o por falta de atención, es la causa principal de la explosión de las calderas de las locomotoras de vapor.

### Fogón Belpaire
Normalmente, la parte superior de la caldera (plancha de envoltura) situada sobre la cámara de combustión tiene forma radial, de manera que coincida con el contorno de la caldera; sin embargo, debido al problema de colocar soportes en ángulos rectos tanto para la plancha de revestimiento como para la plancha de la corona (véase arriba) se desarrolló el fogón Belpaire. En el diseño de Belpaire, la plancha de la envoltura es aproximadamente paralela a las planchas de la cámara de combustión con el fin de permitir una mejor colocación de los soportes. Esta disposición le da al extremo del fogón de la caldera una forma más cuadrada y generalmente se hace lo más grande posible dentro del gálibo de referencia del tendido ferroviario, para ofrecer la mayor superficie de calentamiento en las zonas de mayor poder calorífico. El usuario más notable de la cámara de combustión Belpaire en los Estados Unidos fue el Ferrocarril de Pensilvania. Otros ferrocarriles, como el Great Northern e Illinois Central, tenían locomotoras con fogones Belpaire. El Illinois Central 4-6-0 # 382, con la máquina de Casey Jones, utilizaba una cámara de combustión Belpaire. El vapor generalmente se recoge en las esquinas delanteras, lo que permite que la caldera no tenga cúpula. La parte superior de la cámara de combustión, en lugar de ser horizontal, es visiblemente más alta en la parte delantera que en la parte posterior, con el fin de reducir el riesgo de que el agua sea arrastrada por el vapor.

### Fogón Wootten
El fogón Wootten dispone de gran anchura y altura para permitir la combustión de los desechos del carbón de antracita. Su tamaño requería una colocación inusual de la tripulación, como por ejemplo en las denominadas locomotoras de lomo de camello. 

### Cámara de combustión
Algunos fogones estaban equipados con una cámara de combustión intermedia que disponía un espacio adicional entre el fuego y la plancha de humos posterior. Esta solución permitía una combustión más completa y una mayor superficie del fogón, obteniendo una mayor transferencia de calor. 

### Operativa del fogonero
El papel del fogonero en una locomotora de vapor es garantizar que el maquinista tenga un suministro adecuado de vapor a su disposición en todo momento. Esto se logra manteniendo el suministro de combustible para el fuego y manteniendo el nivel de agua de la caldera de modo que cubra la plancha de la corona de la cámara de combustión en todo momento; de lo contrario, esta última se sobrecalentará y debilitará, lo que puede provocar la explosión de la caldera. Una vez terminado el trabajo del día, el fogonero llenará la caldera con agua, extinguirá el fuego (dando al combustible a medio consumir el destino marcado por la política de la compañía), y calzará las ruedas tractoras para evitar que la locomotora se mueva mientras permanece desatendida.

### Galería
|  |  |  |

## Fogones de locotractores
Las locomotoras de carretera, como los locotractores, generalmente tenían fogones similares a los de las locomotoras ferroviarias, pero hubo excepciones, por ejemplo, el vagón de vapor Sentinel, que tenía una caldera de tubo de agua vertical. 

## Fogones de calderas estacionarias
Hubo, y hay, muchos diseños diferentes de fogones para las calderas estacionarias. En las calderas de tipo chimenea (por ejemplo, la caldera Lancashire), los propios conductos forman la cámara de combustión. En las calderas de tubos de agua, la cámara de combustión suele ser un compartimento revestido de ladrillo debajo de los tubos de agua. 

## Fogones de calderas marinas
En calderas marinas también hay varios tipos de cámara de combustión. La distinción principal es, nuevamente, entre los tipos de tubo de fuego (por ejemplo, la caldera escocesa, con fogón interno) y los tipos de tubo de agua (por ejemplo, la caldera Yarrow, con fogón externo). 